# Przykory (Płock)
Pour les articles homonymes, voir Przykory.
Przykory (prononciation : [pʂɨˈkɔrɨ]) est un village polonais de la gmina de Mała Wieś dans le powiat de Płock de la voïvodie de Mazovie dans le centre-est de la Pologne.

## Description
Il se situe à environ 31 kilomètres au sud-est de Płock (siège du powiat) et à 66 kilomètres au nord-ouest de Varsovie (capitale de la Pologne).
Le village compte approximativement une population de 21 habitants en 2013.

## Histoire
De 1975 à 1998, le village appartenait administrativement à la voïvodie de Płock.